# Liste der Könige von Strathclyde
Diese Liste der Könige von Strathclyde führt die Herrscher von Alt Clut (später Strathclyde) auf, einem Königreich im Südwesten Schottlands.
Das Königreich wurde von Dumbarton Rock (britannisch: Alt Clut, heute Dumbarton) aus regiert. Um 870, nach der Eroberung durch die Wikinger aus Dublin, wurde die Hauptstadt nach Govan (heute ein Stadtteil von Glasgow) verlegt. Danach war das Königreich unter dem Namen Strathclyde oder Cumbria bekannt. Es umfasste im 10. und 11. Jahrhundert auch Teile von Cumbria in England und war ein von Schottland abhängiges Gebiet, allerdings mit eigener Rechtsprechung. Erst im 12. Jahrhundert wurde Strathclyde vollständig in den schottischen Staat integriert.

## Könige von Alt Clut
- Ceretic Guletic (spätes 5. Jahrhundert)
- Cinuit
- Dumnagual I.
- Clinoch
- Tutagual
- Riderch I. († 612)
- Neithon († ca. 620)
- Beli I.
- Eugein I. (633–645)
- Guret († 658)
- Elfin († ca. 693)
- Dumnagual II. († 694)
- Beli II. († 722)
- Teudebur (722–752)
- Rotri († 754)
- Dumnagual III. (754–760)
- Eugein II. (760–ca. 780)
- Riderch II.
- Dumnuagal IV.
- Artgal († 872)
- Run (872–878)

## Könige von Strathclyde
- Eochaid († ca. 889)
- Domnall I. († zwischen 908 und 916)
- Domnall II. († ca. 934)
- Eógan I. († 937)
- Domnall III. (941–971)
- Amdarch († ca. 973)
- Máel Coluim I. († 997)
- Eógan II. († ca. 1018)
- Duncan I. (1018–1040)
- Máel Coluim II. († ca. 1054)